# Ángel Arribas López
Ángel Arribas López (Leganés, 27 de noviembre de 1993) es un ajedrecista español, con el título de Gran Maestro Internacional que obtuvo en el año 2014.

## Biografía
Empezó a jugar al ajedrez a una edad muy temprana, con cuatro años su padre y su tío jugaban partidas rápidas, de las cuales él era un espectador asiduo, con siete ya destacaba en torneos infantiles, ganando muchos de ellos.
Consiguió el título de Maestro FIDE a la temprana edad de 13 años y el de Maestro Internacional a los 17. Por ello se le considera una promesa del ajedrez español. Actualmente (2020) estudia ingeniería de software en los Estados Unidos.

## Palmarés
- Subcampeón campeonato de España sub-10 2003
- Campeón de España sub-12 2005[4]
- Campeón de España sub-16 Granada 2009[5]
- Subcampeón campeonato de España sub-18 2010
- Subcampeonato de España de partidas relampágo en Sabiote (Jaén) agosto de 2014[6]
- Subcampeón de España absoluto Linares 2014, detrás de Paco Vallejo[7]
- abril de 2015 Subcampeón del 42 Open de ajedrez de La Roda (Albacete), empatando a puntos con Julio Granda quedando segundo por el desempate.[8]